# James Pickens junior

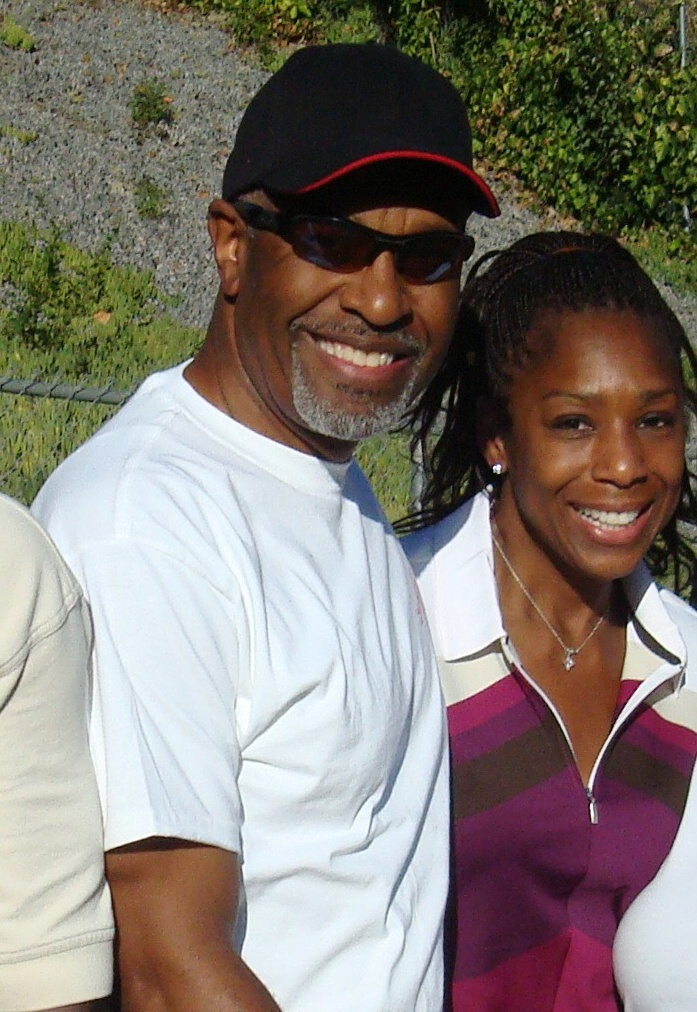
James Pickens junior mit der Schauspielerin Dawnn Lewis (2007)

James Pickens Jr. (* 26. Oktober 1954 in Cleveland, Ohio) ist ein US-amerikanischer Schauspieler.

## Leben und Karriere
In Cleveland geboren, konnte er in der New Yorker Theaterszene erste Bühnenerfahrungen sammeln. Später folgten Stücke wie A Raisin in the Sun am Roundabout Theatre und A Soldier’s Play an der Seite von Denzel Washington und Samuel L. Jackson.
Nachdem Pickens 1990 an die Westküste gezogen war, spielte er Nebenrollen in einigen Serien und kleinere Filmrollen, bis ihm 1995 mit Nixon der Durchbruch gelang. Nach einigen anspruchsvolleren Rollen in Filmen wie Gridlock’d, Bulworth und Traffic – Macht des Kartells folgten hauptsächlich Engagements in Serien. Seit 2005 ist er als Dr. Richard Webber in der erfolgreichen US-Serie Grey’s Anatomy zu sehen.
In seiner Freizeit reitet er Rodeo und nimmt als Mitglied des United States Roping Team regelmäßig an Wettkämpfen teil.
Er ist mit Gina Pickens verheiratet und hat mit ihr zwei Kinder.

## Filmografie (Auswahl)
- 1986–1990: Another World (Fernsehserie)
- 1991–1992: Beverly Hills, 90210 (Fernsehserie)
- 1992: Trespass
- 1993: New York Cops – NYPD Blue (Fernsehserie, Episode 1x06)
- 1993: Mord ist ihr Hobby (Fernsehserie, Episode 9x21)
- 1994–1996, 2018: Roseanne (Fernsehserie, 21 Folgen)
- 1995: Dead Presidents
- 1995: Nixon
- 1996: Sleepers
- 1996: Das Attentat (Ghost of Mississippi)
- 1996–1997: Something So Right (Fernsehserie)
- 1997: Gridlock’d – Voll drauf! (Gridlock'd)
- 1998: Sphere – Die Macht aus dem All (Sphere)
- 1998: Bulworth
- 1998–2002, 2018: Akte X – Die unheimlichen Fälle des FBI (The X Files, Fernsehserie)
- 1999: Liberty Heights
- 1999–2000: Practice – Die Anwälte (The Practice, Fernsehserie)
- 2000: JAG – Im Auftrag der Ehre (JAG, Fernsehserie)
- 2000: Traffic – Macht des Kartells (Traffic)
- 2001–2002: Philly (Fernsehserie)
- 2002: Roter Drache (Red Dragon)
- 2002–2003: Six Feet Under – Gestorben wird immer (Six Feet Under, Fernsehserie)
- 2002–2003: Becker (Fernsehserie)
- 2003: The Lyon’s Den (Fernsehserie)
- 2003: White Rush
- 2005: Venom – Biss der Teufelsschlangen (Venom)
- seit 2005: Grey’s Anatomy (Fernsehserie, 420 Folgen)
- 2007, 2009: Private Practice (Fernsehserie, 2 Folgen)
- 2010: Just Wright – In diesem Spiel zählt jeder Treffer (Just Wright)
- 2013: 42 – Die wahre Geschichte einer Sportlegende (42)
- 2018–2022: Die Conners (The Conners, Fernsehserie, 9 Folgen)
- 2020–2024: Seattle Firefighters – Die jungen Helden (Station 19, Fernsehserie, 6 Folgen)